# Faurilles
Faurilles (Faurilhas em occitano) é uma comuna francesa na região administrativa da Nova Aquitânia, no departamento Dordonha. Estende-se por uma área de 4,43 km². Em 2010 a comuna tinha 37 habitantes (densidade: 8,4 hab./km²).